# Эсмаилян, Амир
Амир Эсмаилян (Эсмаилиан, англ. Amir Esmailian; также известный как Cash и Cash XO; 28 декабря 1983, Тегеран, Иран) — канадский менеджер талантов, музыкальный руководитель и музыкальный продюсер. Он является соучредителем лейбла XO и со-менеджером The Weeknd. Работал со многими ведущими хип-хоп-исполнителями, включая Трэвиса Скотта, Lil Uzi Vert, дуэт Бейонсе—Jay-Z, а также создавал музыку для NAV, Френч Монтана, Tory Lanez, PnB Rock, Don Toliver.

## Биография
Амир Эсмаилян родился в Тегеране, Иран, 28 декабря 1983 года во время войны с Ираком. В 1988 году он иммигрировал в Оттаву, Канада, со своими родителями и старшим братом.
В 2002 году Эсмаилян стал работать в канадской компании Capital Prophets Records. В 2007 году Эсмаилян начал заниматься соуправлением Belly во Флориде.
В 2011 году он услышал некоторые треки The Weeknd до того, как певец стал звездой. Он оставил всё, что у него было в Майами, чтобы работать с The Weeknd. В следующем году пара основала XO Records вместе с Васимом Слаиби в совместной компании с нью-йоркским Republic Records.
В 2015 году Эсмаилян вошёл в список Billboard «40 Under 40: Music’s Young Power Players».
Работая в XO Records, Эсмаилян подписал контракт с рэпером и продюсером из Торонто Nav в 2017 году. Позже он стал со-менеджером артиста и исполнительным продюсером двух микстейпов и трёх студийных альбомов Nav.
Эсмаилян также управляет артистами Young Thug, Metro Boomin и Wheezy через свою компанию YCFU.
В 2024 году охранник Эсмаиляна получил множество пулевых ранений возле его дома в районе Лос-Анджелеса в результате предполагаемого вторжения в дом .